# Flugunfall der Somali Airlines 1970
Der Flugunfall der Somali Airlines 1970 ereignete sich am 6. Mai 1970 mit einer Vickers 785D Viscount, die von der Somali Airlines im Linienflugbetrieb eingesetzt wurde. Bei der Landung auf dem Flughafen Mogadischu mussten die Piloten mit der Maschine eine Bruchlandung durchführen, da die Maschine aufgrund eines fortschreitenden Brandes nicht mehr steuerbar war. Bei dem Unfall kamen von den 30 Personen an Bord fünf Passagiere ums Leben.

## Maschine
Die betroffene Maschine war eine Vickers 785D Viscount mit der Werknummer 379. Die Montage der Flugzelle des im Jahr 1956 als neunte Maschine dieses Typs für die Flotte der Alitalia bestellten Flugzeugs lief am 27. November 1957 auf dem Hurn Airport an. Der Erstflug erfolgte am 23. April 1958 in Hurn, Bournemouth, Dorset, Großbritannien, sechs Tage später folgte die Auslieferung an die Alitalia mit dem Luftfahrzeugkennzeichen I-LIRP zum Flughafen Rom-Ciampino. Am 12. August 1968 wurde die Maschine an die Somali Airlines verkauft, die im Jahr 1964 von der somalischen Regierung und Alitalia gegründet worden war. Die Maschine erhielt das neue Kennzeichen 6OS-AAJ, welches Ende August in 6O-AAJ umgeschrieben wurde. Das viermotorige Mittelstreckenflugzeug war mit vier Turboproptriebwerken des Typs Rolls-Royce Dart 510 ausgestattet. Bis zum Zeitpunkt des Unfalls hatte die Maschine eine Gesamtbetriebsleistung von 26.135 Betriebsstunden absolviert, auf die 22.100 Starts und Landungen entfielen.

## Insassen
Den Flug hatten 26 Passagiere angetreten. Es befand sich eine vierköpfige Besatzung an Bord, bestehend aus einem Flugkapitän, einem Ersten Offizier und zwei Flugbegleitern.

## Unfallhergang
Während die Maschine sich im Endanflug auf den Flughafen Mogadischu befand, bemerkten mehrere Fluggäste, dass sich ein Brand unter dem Kabinenboden ausbreitete. Den Piloten war der Brand nicht bewusst, als sie zwei Kilometer vor der Landebahn Schwierigkeiten mit der Steuerbarkeit der Höhenruder bemerkten. Die Maschine folgte dennoch dem korrekten Kurs für die Landung und durch eine Schubzufuhr konnten die Piloten erreichen, dass sich die leicht nach unten ausgerichtete Flugzeugnase wieder anhob. Die Maschine machte bei einer Geschwindigkeit von 130 Knoten eine harte Landung exakt auf der Landebahnschwelle und Mittellinie von Landebahn 24. Das Bugfahrwerk wurde dabei abgeschert und knickte nach hinten ab. Die Maschine rollte auf ihrem Hauptfahrwerk noch 900 Meter weiter, während die Flugzeugnase über die Landebahn streifte. Die Viscount kam dann zum Stehen und der begonnene Brand breitete sich rasch aus. Er zerstörte einen Großteil der Flugzelle, da die binnen Minuten herbeigeeilte Feuerwehr den Brand nicht mehr unter Kontrolle bekam. Die meisten Insassen konnten die Maschine rechtzeitig verlassen, fünf Kinder kamen jedoch ums Leben. Die überlebenden Passagiere und Mitglieder der Kabinenbesatzung erlitten Brandwunden verschiedenen Grades.

## Ursache
Es konnte ermittelt werden, dass unter Sitzreihe Nr. 6 ein erheblicher Brand ausgebrochen war und es wurde vermutet, dass dieser den Kontrollverlust verursacht hatte. Die Brandursache konnte nie geklärt werden.